# 東京灣燃燒
《東京灣燃燒》（（とうきょうわんえんじょう）為1975年上映的日本特攝片，由東寶電影公司製作發行。

## 製作人員
- 監製：田中友幸、田中收
- 導演：石田勝心
- 特技導演：中野昭慶
- 原作：田中光二『爆発の臨界』
- 編劇：大野靖子、舛田利雄
- 攝影：西垣六郎
- 美術：村木與四郎
- 照明：高島利雄
- 錄音：渡會伸
- 音樂：鏑木創
- 剪輯：小川信夫
- 副導演：今村一平
- 現像：東京現像所
- 協力：(株)大阪商船三井船舶

## 演員
- 宗方船長：丹波哲郎
- 館次郎：藤岡弘
- 未知子：金澤碧
- 江原一等航海士：北村總一朗
- 原：伊藤敏孝
- 寺田司廚長：下川辰平
- 小佐井機關長：宍戸錠
- 西澤甲板長：内田良平
- 片山機關士：富川徹夫
- 草下通信士：青山一也
- Kifaru：Ken Sanders
- Munch：水谷豊
- 葛城對策本部長：鈴木瑞穗
- 岩動達也：渡邊文雄
- 林機長：佐佐木勝彥
- 深見所長：佐藤慶
- 若林進：佐竹明夫
- 初山船醫：金井大
- 鹿兒島的記者：佐原健二
- 關根diver隊長：笠達也

## 外部連結
- 東京湾炎上 （页面存档备份，存于）（日語）
- 東京湾炎上 （页面存档备份，存于）（日語）
- 東京湾炎上（日語）